# Troides haliphron
Troides haliphron là một loài bướm ngày cánh chim phân bố hạn chế ở Sulawesi và ít hơn ở quần đảo Sunda.

## Phụ loài
Có một số phụ loài được tìm thấy trên các đảo khác nhau như:
- celebensis - possibly central Celebes (see Taxonomy)
- haliphron - South Celebes
- naias - Sumba
- socrates - Wetar và Sumbawa (probably a local form and not a subspecies)
- selayarensis - Selayar Islands

## Hình ảnh

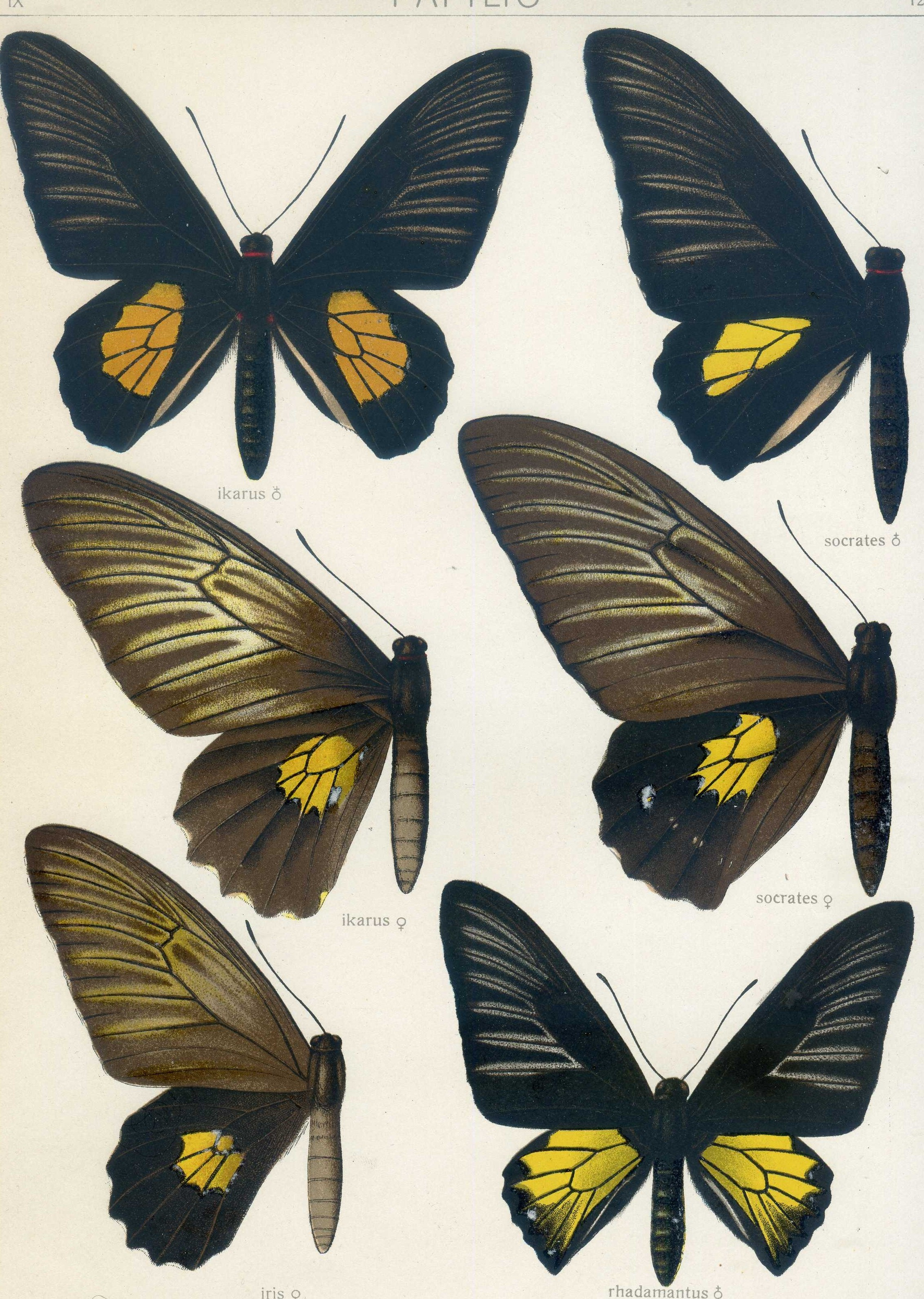